# Błękit brylantowy FCF
Błękit brylantowy FCF (E133) – organiczny związek chemiczny, syntetyczny, niebieski barwnik. Błękit brylantowy FCF to barwnik żywności powszechnie stosowany w produkcji artykułów spożywczych. Zalicza się go do grupy dodatków do żywności o numerze E133. Jego zadaniem jest zmiana oraz wzmocnienie barwy produktu. Występuje w większości produktów (napojach, słodyczach etc.) o niebieskim zabarwieniu.
Barwnik jest dopuszczony do obrotu w wielu krajach, z nielicznymi wyjątkami.
Dopuszczalne dzienne spożycie wynosi 12,5 mg/kg ciała.

## Zastosowanie
Przemysł spożywczy

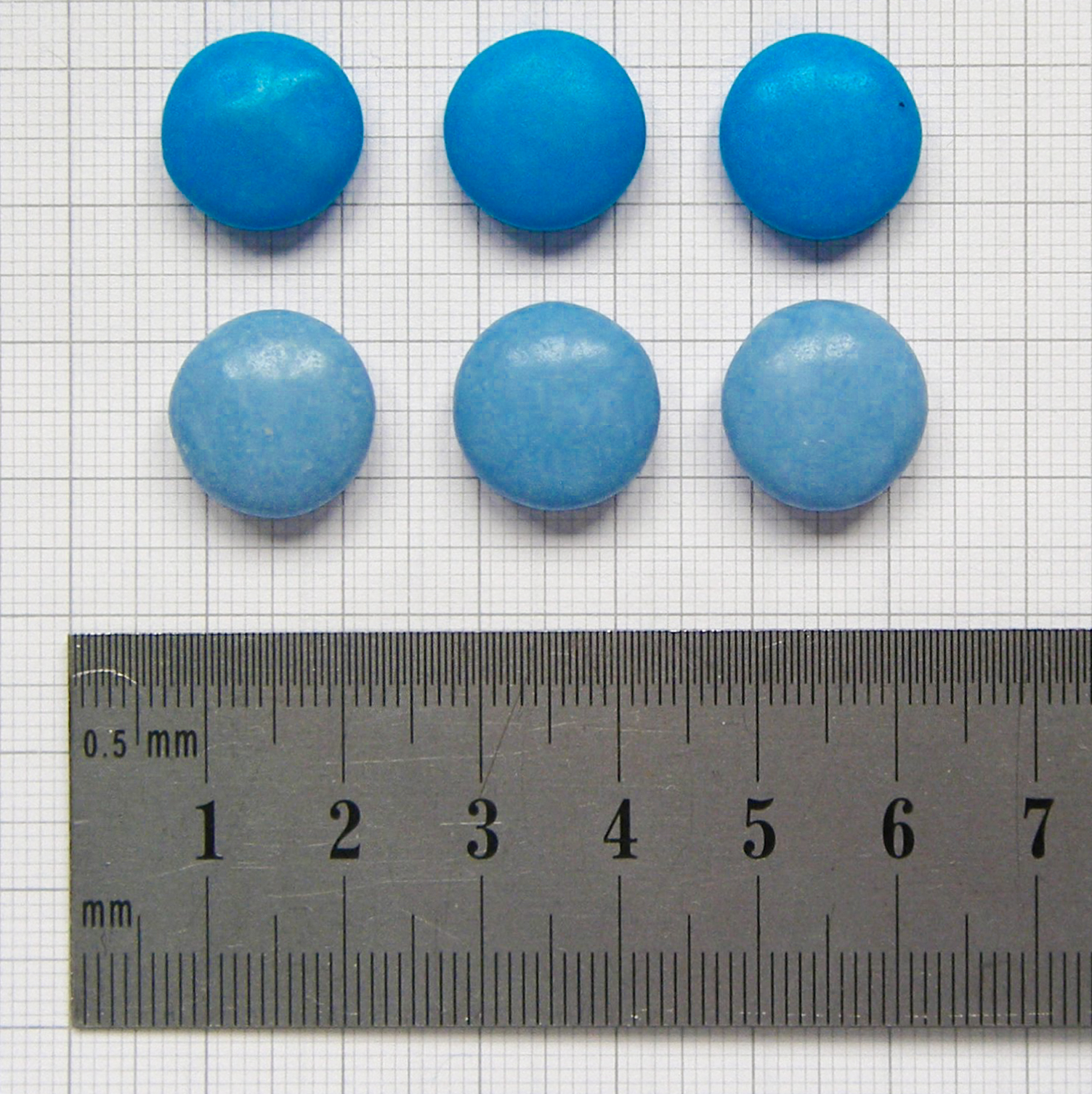
Cukierki Smarties barwione błękitem brylantowym FCF (u góry) i barwnikiem naturalnym (na dole)

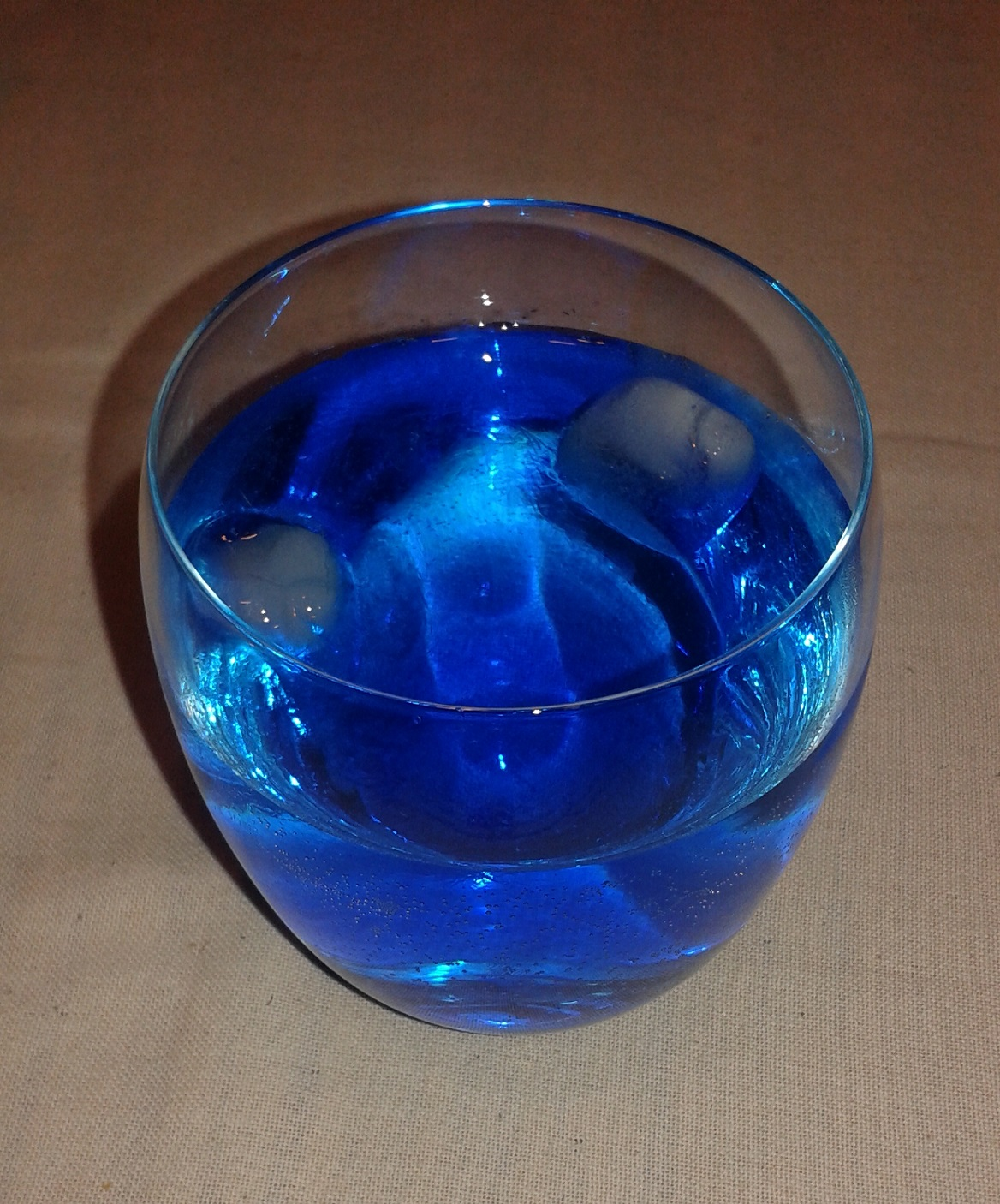
Wódka z syropem blue curaçao barwionym błękitem brylantowym FCF

Żelatyna i produkty pochodne, groszek konserwowy, nabiał, płatki zbożowe, kasze, desery, kremy do wyrobów ciastkarskich, napoje (głównie bezalkoholowe, ale także niektóre piwa) oraz pastylki pudrowe (owocowe i miętowe).
Inne zastosowania
Pasty do zębów, kosmetyki, farby do włosów, dezodoranty.

## Właściwości
Bardzo słabo wchłaniany i w większości wydalany z kałem w postaci niezmienionej.
Wygląd: ciemnoniebieski proszek
Zapach: bez zapachu
Próg zapachu: nie dotyczy
pH: 6–7 (zawiesina 2%)
Gęstość nasypowa: 800 kg/m3
Rozpuszczalność w wodzie: rozpuszczalny
Masa cząsteczkowa: 792,84
Stan skupienia: ciało stałe

## Zagrożenia
Może wywoływać astmę, pokrzywkę, katar sienny oraz reakcje alergiczne. Może spowodować nasilenie objawów nietolerancji salicylanów (np. aspiryny).
Powinny unikać go osoby z zespołem jelita nadwrażliwego i innymi schorzeniami przewodu pokarmowego, osoby uczulone na salicylany.
Substancja nie jest klasyfikowana jako substancja kancerogenna u ludzi, a u zwierząt dowody te są ograniczone. Według RTECS błękit brylantowy FCF wykazuje „niejednoznaczne działanie rakotwórcze”, jednak Międzynarodowa Agencja Badań nad Rakiem (agenda WHO) nie zaklasyfikowała tego barwnika jako czynnika rakotwórczego dla ludzi.